# Короткий очисний вибій
Коро́ткий очисни́й ви́бій (рос. короткий очистной забой, англ. short breakage face, нім. kurzer Abbaustoβ m, Kurzstreb m, Abbauort n) — підземна очисна виробка з вибоєм, довжина якого не перевищує 10—15 м.
Короткі очисні вибої мають обмежене поширення на вугільних шахтах України (широко застосовуються у вугільній промисловості США, Австралії).